# Haasiasaaret
Haasiasaaret är öar i Finland. Den ligger i Korpijärvi och i kommunen Libelits i den ekonomiska regionen  Joensuu  och landskapet Norra Karelen, i den sydöstra delen av landet, 300 km nordost om huvudstaden Helsingfors. Arean för den av öarna koordinaterna pekar på är 0,3 hektar och dess största längd är 90 meter i nord-sydlig riktning. Den andra ön är något större och belägen 25 meter norrut.